# American Gothic (serie de 1995)
American Gothic, conocida en español como América oculta, Pueblo siniestro y La mirada del mal, es una serie de terror de 1995 producida por Sam Raimi para la cadena CBS, protagonizada entre otros por Gary Cole, Lucas Black, Sarah Paulson y Jake Weber.
A pesar de ser cancelada tras su primera temporada, fue nominada en varios premios, como los Emmy Award.

## Argumento
El pueblo de Trinity es un pueblo aparentemente normal, pero en él suele morir y desaparecer gente y suceder hechos inexplicables. Detrás de todo está el corrupto sheriff Lucas Buck, con poderes e intereses oscuros, manipulando y controlando a todos sus vecinos. 
Caleb es un niño que acaba de quedarse solo tras la muerte de su hermana y el supuesto suicidio de su padre. Su madre se suicidó después de dar a luz. Lucas lo acoge y lo trata como un pupilo, pero no tarda en llegar al pueblo Gail Emory, prima lejana de Caleb, que reclama su custodia y comienzan a vivir juntos en Trinity, bajo la continua vigilancia e intromisión de Lucas. 
Merlyn, la hermana mayor de Caleb, comienza a aparecérsele como fantasma y a advertirle sobre Lucas, pero Caleb siente curiosidad por él y hay más de un acercamiento. Finalmente, Merlyn confiesa que fue Lucas quien la mató y esto unido al descubrimiento del verdadero carácter de Lucas, hace que Caleb decida alejarse de él, a pesar de sentir una gran conexión. 
Matt Crowe es un joven doctor nuevo en el pueblo, que enseguida congenia con Caleb y Emory y también recela de Lucas. Los tres empiezan a relacionarse con asiduidad y esto hace que Lucas actué con mayor agresividad y malicia. 
Mediante su hermana y otras visiones, Caleb descubre que es hijo de Lucas, que violó a su madre en presencia de Merlyn y que indujo a su padre oficial al suicidio. 

## Reparto
Personajes principales:
- Gary Cole: Lucas Buck
- Sarah Paulson: Merlyn Temple
- Jake Weber: Matt Crowe
- Lucas Black: Caleb Temple
- Paige Turco: Gail Emory
- Nick Searcy: Ben Healy

## Episodios
- Primera temporada[4]

1. La mirada del mal.
2. Un árbol crece en Trinity.
3. El ojo del observador.
4. Hoy por ti, mañana por mí.
5. El accidente.
6. El chico patata.
7. Escarabajos.
8. El fuerte brazo de la ley.
9. Viaje al infierno.
10. Renacer.
11. La bestia interior.
12. Anillo de fuego.
13. Resurrección.
14. Inhumanitas.
15. El sembrador de plagas.
16. El doctor muerte se toma unas vacaciones.
17. Aprendiendo a reptar.
18. El eco de su último adiós.
19. Triángulo.
20. El estrangulador.
21. La última parada de Lucas Buck.
22. Réquiem.